# Szava
Szava é um município da Hungria, situado no condado de Baranya. Tem 12,64 km² de área e sua população em 2019 foi estimada em 307 habitantes.